# Gabriel Dumont
Gabriel Dumont (1837 – North Battleford, 19 maggio 1906) è stato un capo dei nativi Métis stanziati in quello che oggi è il Canada occidentale.
Nel 1873 Dumont fu eletto alla presidenza dell'effimera repubblica di St. Laurent. In seguito continuò a giocare un ruolo di primo piano tra i Métis del fiume South Saskatchewan. Fu fondamentale nel riportare Louis Riel in Canada, in modo da mettere pressione alle autorità canadesi sui problemi della popolazione Métis. Fu aiutante generale nel governo provvisorio Métis dichiarato nel distretto di Saskatchewan nel 1885, e comandò l'esercito Métis nella ribellione del Nord-Ovest o resistenza del Nord-Ovest del 1885.

## Gioventù
Dumont fu il nipote del franco-canadese Jean-Baptiste Dumont e della moglie Sarcee-Crow Josette. Il padre era il secondogenito di Isidore Dumont e Louise Laframboise. La famiglia fu varie volte coinvolta nell'agricoltura e nel commercio in quella che oggi è la provincia di Saskatchewan. Gabriel fu allevato come un Métis, imparò sia le usanze cattoliche francesi che quelle Cree. A 12 anni era considerato bravo nell'uso di pistola e arco, oltre ad essere un bravo cavaliere. Nel 1848 la famiglia Dumont si trasferì a sud nella zona in cui in seguito fu fondata Regina. Dumont ed il fratello maggiore Isidore divennero cacciatori di bisonti. Nel corso del tempo Dumont imparò sei lingue e si costruì una reputazione da guida, cacciatore ed interprete. Divenne anche famoso per essere dedito all'alcool ed al gioco d'azzardo. Dumont partecipò a scontri con le Prime nazioni, tra cui Blackfoot e Sioux.
Dumont sposò nel 1858 Madeleine Wilkie, figlia del capo Anglo-Métis Jean Baptiste Wilkie, e nel 1862 fu eletto capo della sua tribù Métis. Guidò la tribù sul fiume North Saskatchewan, dove per breve tempo abitarono nei pressi di Fort Carlton. Nel 1868 la tribù si stabilì permanentemente nei pressi di Batoche sul fiume South Saskatchewan. Nel 1872 Gabriel fondò un servizio di traghetti nei pressi di Batoche, all'"attraversamento Gabriel" (ad est dell'odierna Rosthern dove si trova oggi il ponte Gabriel) e vi coltivò un appezzamento di terra.

## Ribellione
Nel 1885 i nemici di Dumont, compreso il generale Frederick Middleton del Northwest Field Force, ne elogiarono le qualità da generale e le capacità militari. Nonostante i grossi problemi logistici e morali, gli si può riconoscere una vittoria nella battaglia di Fish Creek e l'essere riuscito a bloccare per molti giorni un esercito più numeroso nella battaglia di Batoche. Riel si rifiutò di permettergli di fare azioni strategiche come il danneggiamento delle linee ferroviarie per rallentare i movimenti del nemico, fornendo al governo canadese un vantaggio.
Dopo la sconfitta di Batoche Dumont partì verso Cypress Hills fino a raggiungere il territorio del Montana, dove si arrese alla cavalleria degli Stati Uniti. Il governo statunitense decise di considerarlo un rifugiato politico liberandolo poco dopo.

## Fama
Nel 1886 Dumont si unì al Wild West di Buffalo Bill dove ricevette un compenso maggiore i quanto capo ribelle e buon tiratore. Nonostante il governo canadese gli avesse concesso un'amnistia generale nell'estate del 1886, Dumont tornò in Canada solo nel 1888 per poter tenere una conferenza a Montréal. Si ritirò a Batoche nel 1893, ottenendo alla fine la proprietà delle terre che aveva colonizzato nel 1872. Tornò alla vecchia vita da agricoltore e cacciatore, e dettò due memorie riguardanti la ribellione. Morì per cause naturali nel 1906.

## Retaggio
Nella primavera del 2008 il ministro canadese di turismo, parchi, cultura e sport Christine Tell disse sul lago Duck che "il 125º anniversario, nel 2010, della ribellione del Nord-Ovest del 1885 è un'eccellente opportunità per raccontare la storia della lotta tra Prairie Métis e Prime nazioni ed il governo canadese e di come prese forma l'attuale Canada".
Batoche, dove fu formato un governo provvisorio Métis, è diventato un National Historic Site of Canada.
Il Dumont Bridge sul South Saskatchewan ad est di Rosthern (Saskatchewan) prende il nome da lui. C'è anche un parco con il suo nome lungo il South Saskatchewan a Saskatoon, ed una statua equestre che lo raffigura lungo il fiume tra Broadway e i Victoria Bridges sul lato occidentale del South Saskatchewan.
Nel 1998 la scuola pubblica di lingua francese di London fu rinominata École secondaire Gabriel-Dumont.